# Flowery Branch
Flowery Branch és una població dels Estats Units a l'estat de Geòrgia. Segons el cens del 2008 tenia 3.994 habitants.

## Demografia
Segons el cens del 2000, Flowery Branch tenia 1.806 habitants, 706 habitatges, i 475 famílies. La densitat de població era de 280 habitants/km².
Dels 706 habitatges en un 33,3% hi vivien nens de menys de 18 anys, en un 43,6% hi vivien parelles casades, en un 17% dones solteres, i en un 32,6% no eren unitats familiars. En el 23,8% dels habitatges hi vivien persones soles el 7,1% de les quals corresponia a persones de 65 anys o més que vivien soles. El nombre mitjà de persones vivint en cada habitatge era de 2,56 i el nombre mitjà de persones que vivien en cada família era de 3,01.
Per edats la població es repartia de la següent manera: un 25,7% tenia menys de 18 anys, un 12,1% entre 18 i 24, un 35,4% entre 25 i 44, un 18,1% de 45 a 60 i un 8,6% 65 anys o més.
L'edat mediana era de 31 anys. Per cada 100 dones de 18 o més anys hi havia 96,3 homes.
La renda mediana per habitatge era de 35.478 $ i la renda mediana per família de 38.500 $. Els homes tenien una renda mediana de 29.572 $ mentre que les dones 21.382 $. La renda per capita de la població era de 16.970 $. Entorn del 9,5% de les famílies i el 13,3% de la població estaven per davall del llindar de pobresa.

## Poblacions més properes
El següent diagrama mostra les poblacions més properes.